# Aérodrome d'Aubigny-sur-Nère
L’aérodrome d’Aubigny-sur-Nère (code OACI : LFEH) est un aérodrome ouvert à la circulation aérienne publique (CAP), situé à 3 km à l’ouest d’Aubigny-sur-Nère dans le Cher (région Centre-Val de Loire, France).
Il est utilisé pour la pratique d’activités de loisirs et de tourisme (aviation légère).

## Installations
L’aéroport dispose d’une piste bitumée orientée est-ouest (06/24), longue de 1 015 m et large de 20.
L’aérodrome n’est pas contrôlé. Les communications s’effectuent en auto-information sur la fréquence de 123,500 MHz.
S’y ajoutent :
- une aire de stationnement ;
- un hangar ;
- une station d’avitaillement en carburant (100LL)[2].

## Activités
- Aéroclub d’Aubigny-sur-Nère.